# 村上玲央
村上 玲央（むらかみ れお、1990年7月29日 - ）は、トップリーグ日野レッドドルフィンズに所属するラグビー選手。

## プロフィール
- 広島県福山市出身。
- ポジションはプロップ(PR)。
- 身長 174cm、体重 105kg
- ニックネームはレオ。

## 略歴
小学4年生からラグビーを始めた。
2009年、尾道高校卒業後、関西大学に入る。
2013年、関西大学卒業後、日野自動車レッドドルフィンズ(現・日野レッドドルフィンズ)に加入。同年9月14日に行われたトップイーストリーグDiv.1第1節の横河武蔵野アトラスターズ戦に先発出場で公式戦初出場を果たす。